# 岩切秀雄
岩切 秀雄（いわきり ひでお、1942年（昭和17年）6月18日 - ）は日本の政治家。元鹿児島県薩摩川内市長（3期）。

## 略歴
鹿児島県薩摩郡永利村（川内市を経て薩摩川内市の一部）に佐多家の7人兄弟の6番目として生まれる。「岩切」姓は母方の伯母の嫁ぎ先のもので、伯母の夫が戦死し跡取りとして岩切家の養子となったことで、岩切姓を名乗るようになった。父・佐多義信は永利村議員を16年務めたほか、母方の伯父にあたる福山稔は永利村最後の村長であった。
永利小学校、永利中学校（1960年に川内南中学校に統合）を経て1961年（昭和36年）に鹿児島県立川内高等学校卒業。鹿児島大学を受験するが不合格となったため、旧川内市役所の採用試験を受験。合格はしたものの、川内市が当時財政再建団体であったため臨時職員として採用された。1963年（昭和38年）正職員となり、1967年（昭和42年）に法政大学法学部法律学科（通信教育課程）を卒業する。
企画財政部長、助役、2004年（平成16年）に市町村合併で誕生した薩摩川内市の副市長を歴任する。
2008年（平成20年）の市長選挙に立候補し、初当選。
2016年（平成28年）、元市議の小田原勇次郎を破り3選。2020年（令和2年）の市長選は立候補しなかった。
2021年11月3日、秋の叙勲において旭日小綬章を受章。

## 原発への判断
川内原発の再稼動を容認しており、2012年（平成24年）10月の市長選では反原発候補を大きく突き放して再選を果たしている。